# Појана (Долхаска)
Појана (рум. Poiana) насеље је у Румунији у округу Сучава у општини Долхаска. Oпштина се налази на надморској висини од 245 m.

## Становништво
Према подацима из 2002. године у насељу је живело 486 становника, од којих су сви румунске националности.